# Cmentarz żydowski w Dyneburgu
Cmentarz żydowski w Dyneburgu (łt. Vecā ebreju kapsēta ir Daugavpils) – cmentarz żydowski zlokalizowany w parku Aizpilsētas, w północno-wschodniej części Dyneburga (łt. Daugavpils) na Łotwie, na tyłach kompleksu szkolnego.
Cmentarz żydowski został utworzony w mieście pod koniec XVII wieku. Został zlikwidowany w czasach sowieckich, w latach 70. XX wieku. Zastąpiono go parkiem i terenami o charakterze rekreacyjnym. Część pochówków przeniesiono na dyneburski cmentarz komunalny. Na nekropolii chowano przedstawicieli lokalnej społeczności żydowskiej, w tym rabinów. Spoczywali tu m.in. Meirs Simha Kacs Kagans, Ručko, Rogachov i inni. Na cmentarzu pochowano też prochy i szczątki 2000 żydowskich dzieci spalonych w getcie w Dyneburgu oraz Żydów rozstrzelanych przez Niemców w lesie Mežciems. Znajdowała się tu mogiła 140 Żydów poległych w I wojnie światowej (1914–1918) oraz łotewskiej wojnie o niepodległość (1919–1920). Na tym grobie planowano postawić pomnik (sporządzono nawet stosowne szkice), ale prace budowlane w 1941 przerwała okupacja niemiecka.
12 września 2013 odsłonięto na nekropolii kamień pamiątkowy, którego projektantem był Juris Pundurs. Monument zdobi gwiazda Dawida i tablica pamiątkowa. Na gwieździe Dawida w czterech językach (po łotewsku, hebrajsku, rosyjsku i angielsku) wyryto słowa z Księgi Wyjścia (30:16): Będą one na pamiątkę Izraelitom przed Panem jako ofiara zadośćuczynienia za ich życie. Napis w języku łotewskim, rosyjskim i angielskim głosi: W tym miejscu znajdował się cmentarz żydowski założony w XVII wieku i zniszczony w latach 70. XX wieku.